# Светско првенство у пливању 2019 — 200 м леђно за мушкарце
Такмичење у пливању у дисциплини 200 метара леђним стилом за мушкарце на Светском првенству у пливању 2019. одржано је 25. јула (квалификације и полуфинале) и 26. јула (финале) као део програма Светског првенства у воденим спортовима. Трке су се одржавале у базену Универзитетског спортског центра Намбу у јужнокорејском граду Квангџуу.
За трке у овој дисциплини била су пријављена 43 такмичара из 36 земаља. Титулу светског првака из 2017. са успехом је одбранио руски пливач Јевгениј Рилов који је финалну трку испливао у времену 1:53,40 минута. Сребрну медаљу освојио је репрезентативац Сједињених Држава Рајан Марфи, док је бронза припала британском пливачу Луку Гринбенку.

## Освајачи медаља
|                      | Резултат |                   | Резултат |                   | Резултат |
|                      |          |                   |          |                   |          |
| Јевгениј Рилов (РУС) | 1:53,40  | Рајан Марфи (САД) | 1:54,12  | Лук Гринбенк (ВБ) | 1:55,85  |

## Званични рекорди
Пре почетка такмичења званични свестки рекорд и рекорд шампионата у овој дисциплини су били следећи:
| Рекорд                                           | Име               | Резултат | Место         | Датум         |
| ------------------------------------------------ | ----------------- | -------- | ------------- | ------------- |
| Светски рекорд СР Рекорд светских првенстава РПр | Арон Пирсол (САД) | 1:51,92  | Рим (Италија) | 31. јул 2009. |

## Резултати квалификација
За такмичење у тркама на 200 метара леђним стилом за мушкарце била су пријављена 43 такмичара из 36 земаља, а свака од земаља имала је право на максимално два такмичара у овој дисциплини. Квалификационе трке одржане су 25. јула у јутарњем делу програма, са почетком од 10:28 по локалном времену, пливало се у пет квалификационих група, а пласман у полуфинале остварило је 16 такмичара са најбољим резултатима квалификација.
| Пл. | Група | Стаза | Пливач             | Репрезентација             | Време         | Нап.          |
| --- | ----- | ----- | ------------------ | -------------------------- | ------------- | ------------- |
| 1.  | 4     | 4     | Рајан Марфи        | Сједињене Државе           | 1:56,61       | КВ            |
| 2.  | 5     | 4     | Јевгениј Рилов     | Русија                     | 1:56,76       | КВ            |
| 3.  | 4     | 3     | Лук Гринбенк       | Велика Британија           | 1:56,83       | КВ            |
| 4.  | 3     | 3     | Радослав Кавенцки  | Пољска                     | 1:56,99       | КВ            |
| 5.  | 3     | 5     | Сју Ђају           | Кина                       | 1:57,15       | КВ, ОД        |
| 6.  | 3     | 2     | Адам Телегди       | Мађарска                   | 1:57,20       | КВ            |
| 7.  | 5     | 5     | Рјосуке Ирије      | Јапан                      | 1:57,60       | КВ            |
| 8.  | 4     | 2     | Кристијан Динер    | Немачка                    | 1:57,61       | КВ            |
| 8.  | 5     | 8     | Јакуб Скјерка      | Пољска                     | 1:57,61       | КВ            |
| 10. | 5     | 6     | Матео Рестиво      | Италија                    | 1:57,67       | КВ            |
| 11. | 3     | 8     | Данијел Мартин     | Румунија                   | 1:57,76       | КВ            |
| 12. | 3     | 1     | Ли Џухо            | Јужна Кореја               | 1:57,80       | КВ            |
| 13. | 5     | 7     | Григориј Тарасевич | Русија                     | 1:57,99       | КВ            |
| 14. | 5     | 2     | Данас Рапшис       | Литванија                  | 1:58,04       | КВ            |
| 14. | 5     | 9     | Роман Митјуков     | Швајцарска                 | 1:58,04       | КВ НР         |
| 16. | 5     | 3     | Џејкоб Пибли       | Сједињене Државе           | 1:58,07       | КВ            |
| 17. | 5     | 1     | Маркус Тормајер    | Канада                     | 1:58,16       | КВ            |
| 18. | 4     | 6     | Бредли Вудвард     | Аустралија                 | 1:58,31       |               |
| 19. | 4     | 5     | Кеита Сунама       | Јапан                      | 1:58,40       |               |
| 20. | 3     | 7     | Кристофер Рид      | Јужна Африка               | 1:58,44       |               |
| 21. | 3     | 6     | Ли Гуангјуен       | Кина                       | 1:58,57       |               |
| 22. | 4     | 1     | Леонардо де Деус   | Бразил                     | 1:58,74       |               |
| 23. | 3     | 0     | Антон Лончар       | Хрватска                   | 1:59,07       |               |
| 24. | 4     | 7     | Апостолос Христу   | Грчка                      | 1:59,42       |               |
| 25. | 5     | 0     | Јаков Тумаркин     | Израел                     | 1:59,79       |               |
| 26. | 4     | 8     | Кол Прат           | Канада                     | 2:00,45       |               |
| 27. | 2     | 4     | Томаш Франта       | Чешка                      | 2:00,52       |               |
| 28. | 2     | 1     | Језијел Моралес    | Порторико                  | 2:01,13       |               |
| 29. | 2     | 2     | Иван Штшеглов      | Естонија                   | 2:01,19       | НР            |
| 30. | 3     | 9     | Микита Цмих        | Белорусија                 | 2:01,44       |               |
| 31. | 4     | 0     | Уго Гонзалез       | Шпанија                    | 2:01,84       |               |
| 32. | 2     | 8     | Срихари Натараџ    | Индија                     | 2:02,08       | НР            |
| 33. | 4     | 9     | Конор Фергусон     | Ирска                      | 2:02,37       |               |
| 34. | 2     | 5     | Габријел Лопес     | Португал                   | 2:03,33       |               |
| 35. | 2     | 3     | Чуанг Мулуен       | Кинески Тајпеј             | 2:03,73       |               |
| 36. | 2     | 7     | Омар Пинзон        | Колумбија                  | 2:04,76       |               |
| 37. | 2     | 6     | Армандо Барера     | Куба                       | 2:05,23       |               |
| 38. | 2     | 0     | Ерик Гордиљо       | Гватемала                  | 2:05,53       |               |
| 39. | 1     | 4     | Нг Чеук Јин        | Хонгконг                   | 2:06,64       |               |
| 40. | 1     | 5     | Метју Мејс         | Америчка Девичанска Острва | 2:07,03       |               |
| 41. | 2     | 9     | Патрик Гротерс     | Аруба                      | 2:10,25       |               |
| 42. | 1     | 3     | Али Иман           | Малдиви                    | 2:33,23       |               |
| 43  | 3     | 4     | Мич Ларкин         | Аустралија                 | Није наступио | Није наступио |

## Полуфинале
Полуфиналне трке су пливане 25. јула у вечерњем делу програма са почетком од 21:35 часова по локалном времену.
Прво полуфинале
| Пл. | Стаза | Пливач             | Репрезентација | Време   | Нап.  |
| --- | ----- | ------------------ | -------------- | ------- | ----- |
| 1.  | 4     | Јевгениј Рилов     | Русија         | 1:55,48 | КВ    |
| 2.  | 8     | Маркус Тормајер    | Канада         | 1:56,96 | КВ НР |
| 3.  | 5     | Радослав Кавенцки  | Пољска         | 1:57,24 | КВ    |
| 4.  | 3     | Рјосуке Ирије      | Јапан          | 1:57,26 | КВ    |
| 5.  | 2     | Данијел Мартин     | Румунија       | 1:57,66 |       |
| 6.  | 7     | Григориј Тарасевич | Русија         | 1:57,72 |       |
| 7.  | 1     | Роман Митјуков     | Швајцарска     | 1:57,93 | НР    |
| 8   | 6     | Јакуб Скјерка      | Пољска         | —       | ДСК   |

Друго полуфинале
| Пл. | Стаза | Пливач          | Репрезентација   | Време   | Нап. |
| --- | ----- | --------------- | ---------------- | ------- | ---- |
| 1.  | 4     | Рајан Марфи     | Сједињене Државе | 1:56.25 | КВ   |
| 2.  | 5     | Лук Гринбенк    | Велика Британија | 1:56.60 | КВ   |
| 3.  | 8     | Џејкоб Пибли    | Сједињене Државе | 1:56.65 | КВ   |
| 4.  | 3     | Адам Телегди    | Мађарска         | 1:57.07 | КВ   |
| 5.  | 6     | Кристијан Динер | Немачка          | 1:57.33 |      |
| 6.  | 7     | Ли Џухо         | Јужна Кореја     | 1:57.68 |      |
| 7.  | 2     | Матео Рестиво   | Италија          | 1:58.12 |      |
| 8.  | 1     | Данас Рапшис    | Литванија        | 1:58.29 |      |

## Финале
Финална трка је одржана 26. јула у вечерњем делу програма, са почетком од 21:00 час.
| Пл. | Стаза | Пливач            | Репрезентација   | Време   | Нап. |
| --- | ----- | ----------------- | ---------------- | ------- | ---- |
|     | 4     | Јевгениј Рилов    | Русија           | 1:53,40 |      |
| 2   | 5     | Рајан Марфи       | Сједињене Државе | 1:54,12 |      |
| 3   | 3     | Лук Гринбенк      | Велика Британија | 1:55,85 |      |
| 4.  | 1     | Радослав Кавенцки | Пољска           | 1:56,37 |      |
| 5.  | 8     | Рјосуке Ирије     | Јапан            | 1:56,52 |      |
| 6.  | 6     | Џејкоб Пибли      | Сједињене Државе | 1:56,72 |      |
| 7.  | 7     | Адам Телегди      | Мађарска         | 1:56,86 |      |
| 8.  | 2     | Маркус Тормајер   | Канада           | 1:58,50 |      |